# سیارک ۲۱۸۵۰
سیارک ۲۱۸۵۰ (به انگلیسی: 21850 Abshir، نامگذاری:1999TF142) بیست و یک هزار و هشتصد و پنجاهمین سیارک کشف شده‌است که در ۷ اکتبر ۱۹۹۹ کشف شد.
قدر مطلق سیارک برابر ۱۱.۷ است.